# Necrópole do Vale da Telha
A Necrópole do Vale da Telha é um sítio arqueológico na Urbanização de Vale da Telha, no Município de Aljezur, em Portugal. Consiste nos vestígios de uma antiga área sepulcral e de um povoado da Idade do Bronze, com cerca de 3500 anos de idade.

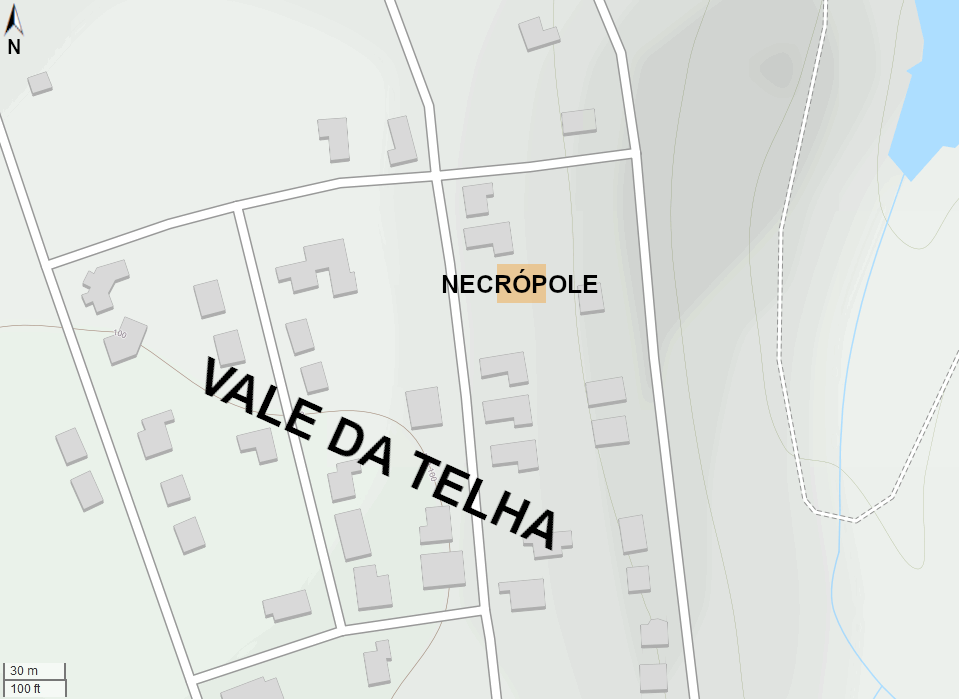
Localização da necrópole, na urbanização de Vale da Telha.

## Descrição
O sítio arqueológico encontra-se num lote devoluto, na zona D da Urbanização do Vale da Telha. Geograficamente, situa-se num planalto de pequenas dimensões, a 98 m de altitude, e a cerca de quatro quilómetros da vila de Aljezur, no sentido Oeste. Corresponde a uma necrópole da Idade do Bronze com dezoito túmulos, cada um composto por uma câmara funerária revestida parcialmente por lajes, na tipologia de cista. São de dimensões diferentes, e a sua morfologia é rectangular, ovalada ou quadrangular, sendo formadas por lajes em xisto, grauvaque e arenito em tons vermelhos ou brancos, sendo alguns destes materiais provavelmente oriundos de locais situados a cerca de dez quilómetros de distância. Uma das sepulturas em especial foi construída em arenito calcário branco, o que permitiu uma melhor conservação dos vestígios osteológicos ao longo de quatro milénios, possibilitando a sua datação através do método de Carbono-14. Estão cobertas por tumuli, formados por pedras e terra, e que possuem plantas de formas diferentes, rectangulares, circulares ou ovais. Algumas das sepulturas são de grandes dimensões, o que é considerado pouco comum neste tipo de contextos. Esta circunstância, em conjunto com o estado ainda relativamente bom dos vestígios e a sua variedade, fazem com que a necrópole seja de grande interesse arqueológico. Com efeito, foi classificado pelo presidente da Associação de Defesa do Património Histórico e Arqueológico de Aljezur, José Marreiros, como um dos sítios arqueológicos mais importantes no concelho. No local foram encontrados alguns vestígios de esqueletos humanos, prevendo-se que a maior parte dos enterramentos seriam individuais, com os cadáveres a serem colocados em decúbito lateral ou fetal. A posição fetal ocupava menos espaço, permitindo a construção de sepulturas mais pequenas, além que, segundo Varela Gomes, também tinha uma função religiosa, estando ligada ao ideal do renascimento durante a Idade do Bronze. Na necrópole também foram recolhidos fragmentos de vários recipientes em cerâmica, peças em metal, e duas contas de colar verdes em pedra, uma destas vinda provavelmente de Huelva, em Espanha. Uma vez que foram encontradas dentro das sepulturas, a maior parte destas peças seriam oferendas aos mortos.
A Sul da necrópole foram descobertos vestígios de um povoado, igualmente da Idade do Bronze, que era formado por várias estruturas perecíveis, e que foi identificado devido à presença de uma grande quantidade de fragmentos de peças cerâmicas e líticas comuns em ambientes domésticos, como grandes recipientes, e partes de moventes e dormentes de mós manuais. O espólio total da Idade do Bronze, correspondendo ao povoado e à necrópole, inclui igualmente um braçal de arqueiro, peças metálicas, como uma punção ou agulha e um pequeno punhal, e uma grande quantidade de fragmentos de recipientes cerâmicos, como taças carenadas, vasos de grandes dimensões, taças de bordo espessado, vasos esféricos altos, alguns decorados com mamilos, e queijeiras. Estas peças permitem reconhecer as principais funções económicas da época, que eram a exploração do cobre, a pastorícia e a agricultura.
No artigo Lápides islâmicas da necrópole do Ribāt da Arrifana (Aljezur), de Carmen Barceló, Rosa Varela Gomes e Mário Varela Gomes, avançou-se a teoria que um dos esteios das sepulturas do Vale da Telha poderá ter sido reaproveitado como uma estela funerária, que foi encontradasno importante sítio arqueológico islâmico do Ribat de Arrifana, a cerca de dois quilómetros de distância. Noutro local da urbanização do Vale da Telha foram encontrados vários machados da cultura mirense, provavelmente do período mesolítico.

## História
De acordo com a morfologia e os rituais que eram praticados na necrópole, terá sido utilizada durante a Idade do Bronze, num período entre 1500 e 1300 a 1200 anos a.C., embora as cistas de maiores dimensões possam ter sido construídas durante os princípios deste período, por volta de 1800 anos a.C.. Porém, o local foi habitado desde tempos muito mais remotos, desde o Paleolítico Inferior, passando pelo Mesolítico, Neolítico Antigo e Neolítico Médio. O espólio do período paleolítico é composto por dezasseis raspadores sobre seixos de quartzito, e um biface talhado igualmente sobre um seixo daquele material, enquanto que do epipaleolítico foram encontrados doze percutores, lascas de descorticagem, e dezassete machados de grauvaque. As peças correspondentes ao Neolítico são uma raspadeira e vários fragmentos de cerâmica.
Os primeiros trabalhos arqueológicos no local foram feitos em 1988, no âmbito de um programa de investigação nos concelhos de Aljezur e Monchique, e em 1989, como parte do levantamento arqueológico da Área de Paisagem Protegida do Sudoeste Alentejano e Costa Vicentina. Em Agosto de 2006 foram feitas escavações de emergência no local, estando nessa altura prevista a construção de uma vivenda naquele lote. Os trabalhos foram coordenados por Mário Augusto Santos Varela Gomes, com a colaboração de alunos da Universidade Nova de Lisboa, tendo sido identificadas várias sepulturas. Segundo Manuel Marreiros, presidente da Câmara Municipal de Aljezur, originalmente não se pensava que os achados não iriam ser muito relevantes, tendo-se chegado a propor a sua transladação, mas após as escavações de 2006, que revelaram a importância do sítio, a autarquia começou a planear a compra dos terrenos, no sentido de instalar ali um museu. No ano seguinte foram investigadas duas áreas junto à escavada anteriormente, no sentido de registar a presença de mais sepulturas ou outros vestígios de interesse, tendo-se reafirmado a existência do povoado a Sul, e encontrados materiais de períodos anteriores à Idade do Bronze. Em Outubro de 2007 foi organizada uma visita de estudo à necrópole, no âmbito da quinta edição do Encontro de Arqueologia do Algarve, promovido pela Câmara Municipal de Silves.